# خدمات عمومی
خدمات عمومی یک اصطلاح معمول به معنی فراهم‌آوری برخی خدمات توسط دولت به شهروندان است. این خدمات ممکن است به شکل مستقیم توسط دولت به مردم ارائه شود یا با پشتیبانی دولت از بخش خصوصی به منظور ارائه خدمات به شهروندان انجام پذیرد. این خدمات که با توافق جمعی بیشینه یک ملت انجام می‌گیرد، بیانگر آن است که برخی خدمات باید بدون درنظرگرفتن سطح درآمد شهروندان و به شکل همگانی در دسترس همه قرار گیرد. آموزش و پرورش، بهداشت و درمان، انرژی، و ترابری عمومی از جملهٔ این خدمات هستند.